# 浮魚礁
浮魚礁（うきぎょしょう）は、浮力体を付した人工物を海の表層または中層に設置して形成した人工魚礁である。浮き魚礁とも表記し、浮魚礁の利用が盛んなフィリピンでの呼称にならってパヤオとも呼ばれる。

## 概要
一般の人工魚礁が人工物を海底に沈めて魚礁とするものであるのに対して、浮魚礁は、海の表層または中層に人工物を位置させて、回遊魚が漂流物に集まる習性を利用して集魚を図るものである。従来は、鳥の群れを探すなど非効率であった漁業の効率改善が期待できるものであった。
一般には、海底にコンクリートなどの重りを沈め、重りにつないだロープに浮力体を付した人工物を固定して、人工物が海の表層または中層に位置するようにする。設置後しばらくするとロープには藻が付着するため、これを餌とする小型の魚類、さらにこれら小型魚類を餌とする大型魚類が集まる効果もある。
中層浮魚礁は、表層浮魚礁に比べて、船舶の航行に支障がないため安全性が高く、波の影響を受けにくいため耐久性に優れるという特徴を有する。
日本では、1982年8月に伊良部島漁協によって宮古島近海に設置されたものが初めてであり、宮古地区では、2007年に8月8日を「パヤオの日」に制定して、「パヤオの日祭り」を開催している。沖縄県での設置が多いが、八丈島などでも広がりつつある。
東京都は2007年に沖ノ鳥島周辺に3基のパヤオを設置した。その後、それまでほとんど見られなかった海鳥が数多く目撃されるようになった。これは餌となる小魚がパヤオ設置により、蝟集されたためだと推測されている。